# Zhifeng, Chongqing
Zhifeng (kinesiska: 智凤) är ett stadsdelsdistrikt i sydvästra Kina. Det ligger i stadsdistriktet Dazu i storstadsområdet Chongqing,  omkring 77 kilometer väster om det centrala stadsdistriktet Yuzhong. Antalet invånare är 28 467. Befolkningen består av 13 945 kvinnor och 14 522 män. Barn under 15 år utgör 20,0 %, vuxna 15-64 år 66 %, och äldre över 65 år 12,0 %.